# Galbulae
Galbulae és un dels dos subordres que compon l'ordre dels Piciformes i està format pels jacamars i els barbacolls. Alguns autors però, han considerat que aquest grup és en realitat un ordre per si mateix: els Galbuliformes.

## Morfologia
Les dues famílies d'aquest grup tenen un aspecte prou diferent, però coincideixen en una grandària similar (uns 15 a 25 cm de llargària) i llurs peus zigodàctils, similars als de la resta de Piciformes, si bé més febles.

## Hàbitat i distribució
Són ocells arboris, habitants d'àrees forestals de la zona neotropical.

## Costums
Ponen de 2 a 4 ous blancs en nius excavats en terra o bé als monticles de les termites. Ambdós pares cooperen en la cria.
Mengen insectes.

## Taxonomia
Considerats tradicionalment a la família dels Piciformes, a finals del segle xx van ser separats d'aquests en el seu propi ordre, i apropats a l'ordre dels Coraciformes per Sibley et al. També estudis morfològics anaven en el mateix sentit. A principis del segle XXI però, estudis moleculars van demostrar que aquest grup era germà del clade format per barbuts, picots i tucans: Pici i havia de ser considerat un subordre.:
- Subordre Galbulae, amb dos famílies.
  - Família dels galbúlids (Galbulidae), amb 5 gèneres i 29 espècies de jacamars.
  - Família dels bucònids (Bucconidae), amb 12 gèneres i 38 espècies de barbacolls.